# Loomis (Kalifornie)
Loomis je město v okrese Placer County ve státě Kalifornie ve Spojených státech amerických. V roce 2010 zde žilo 6 430 obyvatel. S celkovou rozlohou 18,822 km² byla hustota zalidnění 340 obyvatel na km².

## Geografie
Loomis se nachází na 38°48′59″ s. š., 121°11′34″ z. d..
| Růžice kompasu | Lincoln | Penryn      | Newcastle   | Růžice kompasu |
| Růžice kompasu |         | Sever       | Coloma      | Růžice kompasu |
| Růžice kompasu | Loomis  |             | Coloma      | Růžice kompasu |
| Růžice kompasu | Jih     |             | Coloma      | Růžice kompasu |
| Růžice kompasu | Rocklin | Granite Bay | Placerville | Růžice kompasu |

## Demografie
Podle sčítání lidu z roku 2010 zde žilo 6 430 obyvatel.

### Rasové složení
- 89,2 % - Bílí Američané
- 0,5 % - Afroameričané
- 1,2 % - Američtí indiáni
- 2,6 % - Asijští Američané
- 0,2 % - Pacifičtí ostrované
- 2,3 % - Jiná rasa
- 4,0 % - dvě nebo více ras

Obyvatelé hispánského nebo latinskoamerického původu bez ohledu na rasu, tvořili 8,8 % populace.